# Liste der Generalgouverneure von Italienisch-Ostafrika

Flagge des Generalgouverneurs von Italienisch-Ostafrika und Vizekönigs von Äthiopien (1938–1941)

Dies ist eine Liste Generalgouverneure von Italienisch-Ostafrika und Vizekönige des Königs von Italien und Kaisers von Äthiopien von 1936 bis 1941. 
Sie enthält alle Vizekönige von Äthiopien und Generalgouverneure, von Italienisch-Ostafrika von der Proklamation des Sieges über das Kaiserreich Abessinien durch Benito Mussolini im Mai 1936 bis zur italienischen Kapitulation am Ende des Ostafrikafeldzuges im November 1941.   

## Generalgouverneure von Italienisch-Ostafrika und Vizekönige von Äthiopien von 1936 bis 1941
| Minister                 | Amtsbeginn        | Amtsende          |
| Pietro Badoglio          | 9. Mai 1936       | 21. Mai 1936      |
| Rodolfo Graziani         | 21. Mai 1936      | 17. Dezember 1937 |
| Amedeo von Savoyen-Aosta | 17. Dezember 1937 | 19. Mai 1941      |
| Pietro Gazzera           | 23. Mai 1941      | 6. Juli 1941      |
| Guglielmo Nasi           | 6. Juli 1941      | 27. November 1941 |